# Luperosaurus corfieldi
Luperosaurus corfieldi — вид геконоподібних ящірок родини геконових (Gekkonidae). Ендемік Філіппін. Вид названий на честь американського бізнесмена Чарлза Корфілда за його внесок в підтимку біологічних досліджень і охорони природного середовища на Філіппінах.

## Опис
Тіло (не враховуючи хвоста) сягає 7–9,5 мм завдовжки.

## Поширення і екологія
Luperosaurus corfieldi відомі за типовим зразком, зібраним на північному заході острова Панай в групі Вісайських островів, на висоті 460 м над рівнем моря. Можливо, вони також мешкають на сусідньому острові Негрос. Luperosaurus corfieldi живуть в тропічних лісах, ведуть нічний, деревний спосіб життя, вдень ховаються під корою. Самиці відкладають яйця.